# Battaglia di al-Harbiyya
La battaglia di Harbiyya in arabo معركة هربيا‎?, maʿrakat Harbiyya, detta anche battaglia di Gaza, in arabo معركة غزة‎?, maʿrakat Ghazza e, in fonti cristiane, battaglia di La Forbie, fu uno scontro militare avvenuto il 17 ottobre 1244, nel corso della Settima crociata, fra le forze crociate e i loro alleati ayyubidi di Siria e di Kerak (ostili al potere dell'egiziano al-Ṣāliḥ Ayyūb), affrontate dai suoi mercenari mamelucchi e corasmi (questi ultimi erano ciò che rimaneva dell'esercito dell'ultimo scià dell'Impero corasmio, Jalal al-Din Mankubirni), entrati quindi al servizio del sultano ayyubide del Cairo.
Gli alleati musulmani dei crociati furono colti di sorpresa dalla cavalleria egiziana, che li massacrò. I templari resistettero ad oltranza e di loro solo 55 cavalieri sopravvissero (nello scontro rimase ucciso anche il gran maestro dell'Ordine, Armand de Périgord). I Cavalieri di San Lazzaro resistettero eroicamente ma vennero tutti trucidati durante la battaglia.